# Heinz Oskar Wuttig
Heinz Oskar Wuttig (* 19. Juli 1907 in Berlin; † 12. März 1984 ebenda) war ein deutscher Schriftsteller, Hörspiel- und Drehbuchautor.

## Leben
Als Student der Kunstgeschichte und Germanistik gehörte Heinz Oskar Wuttig zu einer Gruppe „junger“ Literaten in Berlin, die sich um den Verleger Victor Otto Stomps sammelte, mit dem er auch gemeinsam eine Banklehre absolvierte. Anschließend arbeitete er als Journalist. 1936 gab er diesen Beruf auf und schrieb als freischaffender Schriftsteller Romane, Essays, Hörspiele und Bühnenstücke.
Nach 1945 schrieb Wuttig u. a. doku-fiktionale Hörfolgen. Sein Hörspiel Nachtstreife, 1953 mit Horst Niendorf in der Hauptrolle und von Peter Thomas beim RIAS inszeniert, wurde 1954 mit dem renommierten Hörspielpreis der Kriegsblinden ausgezeichnet. Der Medienwissenschaftler Hans-Ulrich Wagner schreibt 2001 über den Autor:

„Wuttigs Hörspiele sind Milieustudien und Alltagsgeschichten, die weniger einer komplexen psychologischen Motivation folgen als vielmehr einer typologischen Gegenüberstellung. In den 50er Jahren nehmen sie einen festen Platz im Hörspielrepertoire ein.“

Zu dieser Zeit begann er auch mit dem Schreiben von Filmdrehbüchern. 1963 wechselte Wuttig zum Fernsehen und wurde als Drehbuchautor unterhaltsamer Fernsehserien wie Der Forellenhof, Salto Mortale, Alle meine Tiere und MS Franziska bekannt. Aus seiner Feder stammt auch die Idee zur Serie Drei Damen vom Grill, die bis 1991 erfolgreich im Vorabendprogramm der ARD-Sender lief.
Heinz Oskar Wuttig war mit der zwei Jahre vor ihm verstorbenen Schauspielerin und Schauspiellehrerin Marlise Ludwig verheiratet.

## Filmografie
- 1952: Die Spur führt nach Berlin (als Schauspieler)
- 1953: Liebeserwachen
- 1955: Meine Kinder und ich
- 1956: Nichts als Ärger mit der Liebe
- 1957: Lemkes sel. Witwe
- 1957: Wie ein Sturmwind
- 1957: Die Frühreifen
- 1957: Die Freundin meines Mannes
- 1958: … und nichts als die Wahrheit
- 1959: Du bist wunderbar
- 1959: Kriegsgericht
- 1959: Rommel ruft Kairo
- 1959: Am Tag, als der Regen kam
- 1960: Die 1000 Augen des Dr. Mabuse
- 1960: Bis dass das Geld Euch scheidet …
- 1961: Lebensborn
- 1961: Der Transport
- 1962: Der Zigeunerbaron
- 1963: Ferien wie noch nie
- 1962–1963: Alle meine Tiere (Fernsehserie)
- 1965–1966: Der Forellenhof (Fernsehserie)
- 1966: Großer Ring mit Außenschleife
- 1971: Familie Werner auf Reisen (Fernsehserie)
- 1969–1972: Salto Mortale (Fernsehserie)
- 1970–1971: Tournee – Ein Ballett tanzt um die Welt (Fernsehminiserie in 6 Teilen)
- 1972: Delikatessen
- 1974: Eine geschiedene Frau (Mehrteiler)
- 1977–1991: Drei Damen vom Grill (Fernsehserie)
- 1978: MS Franziska (Fernsehserie)
- 1983: Ich heirate eine Familie – Der Alltag beginnt
- 1984: Der Glücksritter (Mehrteiler in 8 Kapiteln)

## Hörspiele
Autor:
- 1950: Ich komme aus Stalingrad. Ein Hörbild vom Schicksal deutscher Kriegsgefangener in der Sowjetunion (auch Sprecher: Heimkehrer) – Regie: Hanns Korngiebel (Hörbild, Kurzhörspiel – RIAS)
- 1951: St. Louis Blues. Portrait eines Jazztrompeters – Regie: Curt Goetz-Pflug (Original-Hörspiel – NWDR Berlin)
  - Auszeichnung: Zweiter Preis bei der Vergabe des Kriegsblindenpreises 1952
- 1952: Asternplatz – Regie: Hanns Korngiebel (Originalhörspiel – RIAS)
- 1953: Nachtstreife – Regie: Peter Thomas (Originalhörspiel – RIAS)
  - Auszeichnung: Hörspielpreis der Kriegsblinden 1954
- 1953: Die grüne Franziska – Regie: Hanns Korngiebel (Hörspiel – RIAS)
- 1954: Der Mann aus den Wäldern – Regie: Otto Kurth (Originalhörspiel – NWDR Hamburg/SDR)
- 1954: Orangen und Minze. Spanische Ballade – Regie: Curt Goetz-Pflug (Originalhörspiel – NWDR Berlin)
- 1954: Strichweise Regen – Regie: Curt Goetz-Pflug (Originalhörspiel – NWDR Berlin)
- 1954: Großer Ring mit Außenschleife – Regie: Hanns-Ludwig Wiechmann (Originalhörspiel – HR/SDR)
- 1954: Berlin – 17. Juni – Regie: Curt Goetz-Pflug (Hörbild – SFB)
- 1955: George C. Aileron und Heinz Oskar Wuttig: Forscher, Flieger und Blatnoijs. Nach Tatsachenmaterial von George C. Aileron – Regie: Peter Thomas (Hörspielbearbeitung – RIAS)
- 1955: Glut in der Asche. Zum Tag der deutschen Einheit – Regie: Curt Goetz-Pflug (Dokumentarhörspiel – SFB)
- 1956: Der Nachtprinz – Regie: Curt Goetz-Pflug (Originalhörspiel – SFB/HR)
- 1956: Columbushaus – Regie: Hanns Korngiebel (Hörspiel – RIAS)
- 1957: Mein Blut für Kapavar – Regie: Curt Goetz-Pflug (Originalhörspiel – SFB)
- 1959: Klopfzeichen – Regie: Curt Goetz-Pflug (Originalhörspiel – SFB/HR)
- 1960: Elfmeter – Regie: Curt Goetz-Pflug (Originalhörspiel – SFB/HR/RB)

Bearbeitung (Wort):
- 1953: Rolf Stitz-Ulrici: Ein Leben für die Bimmelbahn – Regie: Harald Philipp (Hörspiel – RIAS)
- 1954: Donald E. Keyhoe: Der Weltraum rückt uns näher – Regie: Curt Goetz-Pflug (Hörspielbearbeitung – SFB)

Sonstiges:
- 2006: Sylvia Rauer: RIAS-Jubel-Hörspiel. Eine Collage zum 60sten des Rias Berlin – Regie: Sylvia Rauer (Collage – Deutschlandradio)

In dieser Zusammenstellung sind Ausschnitte aus verschiedenen, preisgekrönten Hörspielen zu hören, die der Sender RIAS zwischen 1946 und 1993 produziert und ausgestrahlt hat, darunter auch Nachtstreife von Heinz Oskar Wuttig.

## Bücher
- mit Fritz Aeckerle (Pseudonym: Hans Rein): Kyritz-Pyritz. Neubearbeitung 1954.

## Auszeichnungen
- 1977 Goldene Nadel der Dramatiker-Union